# Чемпионат Южной Америки по волейболу среди мужчин 2023
35-й чемпионат Южной Америки по волейболу среди мужчин проходил с 26 по 30 августа 2023 года в Ресифи (Бразилия) с участием 5 национальных сборных команд. Чемпионский титул во 2-й раз в своей истории выиграла сборная Аргентины.
Прервалась уникальная серия сборной Бразилии, насчитывавшая 29 победных чемпионатов подряд и длившаяся с 1967 года.

## Команды-участницы
Аргентина, Бразилия, Колумбия, Перу, Чили.

## Система проведения чемпионата
5 команд-участниц провели однокруговой турнир, по результатам которого была определена итоговая расстановка мест. Первичным критерием при распределении мест служило общее количество побед, затем количество набранных очков, соотношение партий, соотношение мячей и, наконец, результаты личных встреч. За победы со счётом 3:0 и 3:1 начислялось по 3 очка, за победу 3:2 — 2, за поражение 2:3 проигравший получал 1 очко и за поражения 1:3 и 0:3 очки не начислялись.

## Игровая арена

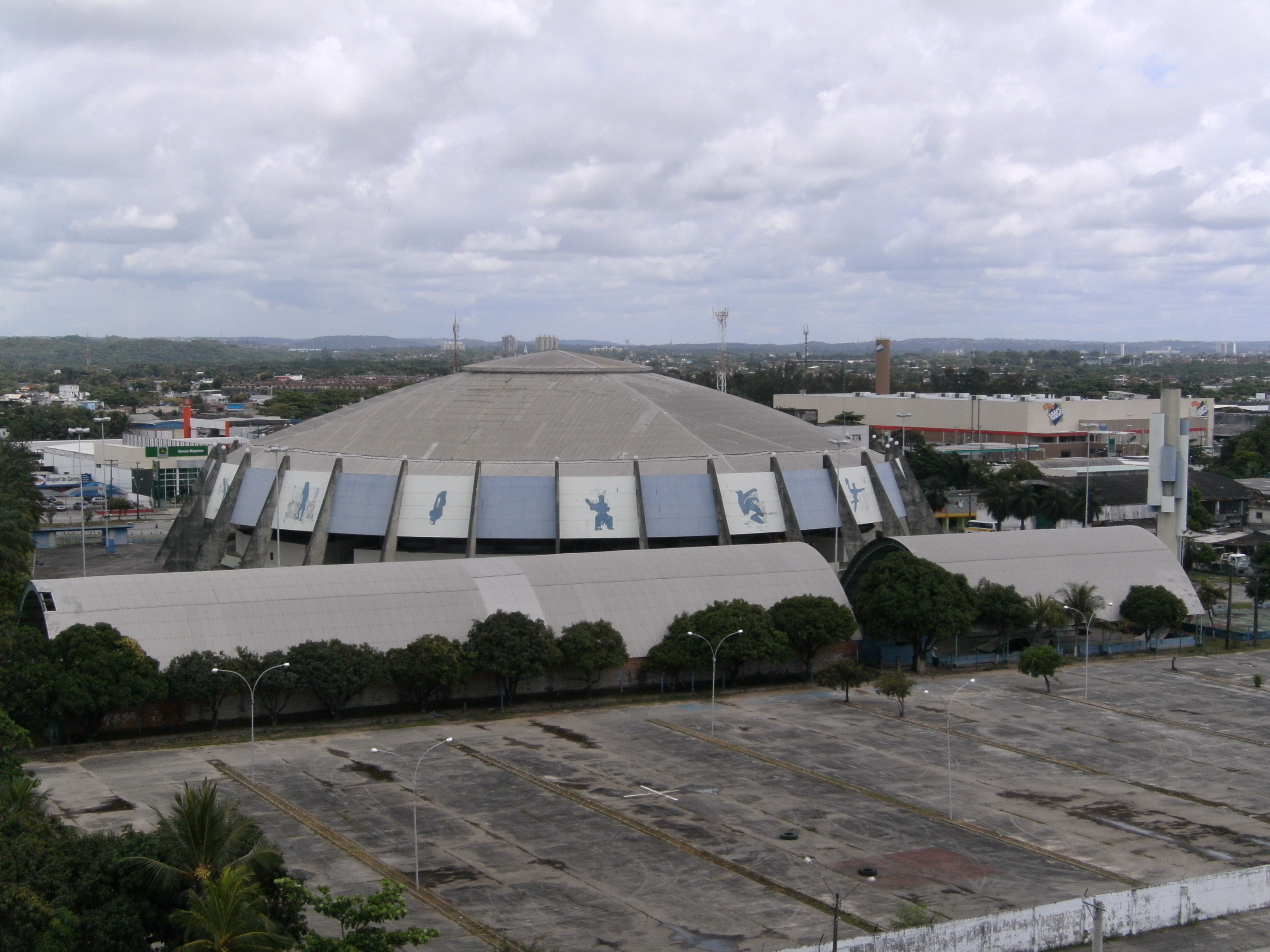
Ginásio de Esportes Geraldo Magalhães

Все матчи чемпионата прошли в спортивном зале «Жералдо Мангальяйнс» (порт. Ginásio de Esportes «Geraldo Magalhães») города Ресифи (Бразилия). Зал открыт в 1970 году. Вместимость 15 тысяч зрителей. Используется в качестве крытой спортивной арены для проведения соревнований по волейболу и баскетболу, а также как концертная и выставочная площадка.

## Результаты
| М | Команда   | 1   | 2   | 3   | 4   | 5   | И | В | П | С/П  | О  |
| - | --------- | --- | --- | --- | --- | --- | - | - | - | ---- | -- |
| 1 | Аргентина |     | 3:0 | 3:0 | 3:0 | 3:1 | 4 | 4 | 0 | 12:1 | 12 |
| 2 | Бразилия  | 0:3 |     | 3:0 | 3:0 | 3:0 | 4 | 3 | 1 | 9:3  | 9  |
| 3 | Колумбия  | 0:3 | 0:3 |     | 3:2 | 3:1 | 4 | 2 | 2 | 6:9  | 5  |
| 4 | Чили      | 0:3 | 0:3 | 2:3 |     | 3:1 | 4 | 1 | 3 | 5:10 | 4  |
| 5 | Перу      | 1:3 | 0:3 | 1:3 | 1:3 |     | 4 | 0 | 4 | 3:12 | 0  |

26 августа
Аргентина — Колумбия 3:0 (25:16, 25:15, 25:22); Бразилия — Перу 3:0 (25:18, 25:18, 25:11).
27 августа
Колумбия — Перу 3:1 (19:25, 25:19, 25:17, 25:22); Бразилия — Чили 3:0 (25:17, 25:18, 25:19).
28 августа
Аргентина — Чили 3:0 (25:19, 25:20, 25:15); Бразилия — Колумбия 3:0 (25:15, 26:24, 25:13).
29 августа
Аргентина — Перу 3:1 (25:16, 20:25, 25:9, 25:18); Колумбия — Чили 3:2 (20:25, 27:25, 16:25, 25:23, 15:12).
30 августа
Чили — Перу 3:1 (25:17, 23:25, 25:16, 25:21); Аргентина — Бразилия 3:0 (25:19, 29:27, 25:22).

## Итоги

### Положение команд
| Аргентина |
| Бразилия  |
| Колумбия  |
| 4. Чили   |
| 5. Перу   |

### Мировая квалификация
3 лучшие команды по итогам чемпионата — Аргентина, Бразилия и Колумбия — квалифицировались на чемпионат мира 2025.

### Призёры
Аргентина: Матиас Санчес, Ян Мартинес Франчи, Хоакин Гальего, Факундо Конте, Агустин Лосер, Сантьяго Данани, Мануэль Армоа, Бруно Лима, Эзекиэль Паласиос, Лусиано Де Чекко, Пабло Серхио Кукарцев, Лусиано Висентин, Мартин Рамос, Николас Серба. Тренер — Марсело Мендес.
  Бразилия: Бруно Мосса Резенде (Бруниньо), Отавио Родригис Пинто, Адриано Шавьер Кавальканти (Нано), Энрике Нобрега Онорато, Йоанди Леаль Идальго, Фернандо Жил Крелинг, Майк Рейс Насименто, Лукас Сааткамп (Лукан), Талес Густаво Хосс, Рикардо Лукарелли Сантос ди Соуза, Фелипе Морейра Рок, Алан Феррейра ди Соуза, Флавио Резенде Жалберто, Джадсон Нунис да Кунья. Тренер — Ренан Дал Зотто.
  Колумбия: Рузвельт Рамос Лемос, Андрес Писа Эрнандес, Хуан Эступиньян Риаскос, Ронни Москера Галвис, Леандро Мехия, Джарольд Кайседо, Густаво Ларраондо, Лейнер Апонса, Даниэль Медина, Хуан Камило Амбуйла, Самуэль Харамильо, Хорхе Меса, Даниэль Апонса, Либерман Агамес. Тренер — Жоржи Шмидт.

### Индивидуальные призы
| - MVP Лусиано Висентин - Лучшие нападающие-доигровщики Рикардо Лукарелли Висенте Паррагирре - Лучшие центральные блокирующие Николас Серба Даниэль Апонса | - Лучший связующий Лусиано Де Чекко - Лучший диагональный нападающий Алан ди Соуза - Лучший либеро Талес Хосс |